# Бе-мол
Бе-мол је молска лествица, чија је тоника тон бе, а као предзнаке има пет снизилица.

## Варијанте лествице
На слици испод се дају видети редом, природна, хармонска и мелодијска бе-мол лествица:
У хармонском молу седми тон при повишењу прелази из ас у чисто а, а у мелодијском ас-молу шести тон бива повишен из гес у чисто ге.

## Познатија класична дела у бе-молу
- Соната бр. 2 за клавир, Шопен
- Концерт за клавир и оркестар бр. 1, Чајковски
- Симфонија бр. 13, Шостакович